# 1166

## Родени
- 24 декември – Джон Безземни, крал на Англия